# Ameiva pluvianotata
Ameiva pluvianotata är en ödleart som beskrevs av  Garman 1887. Ameiva pluvianotata ingår i släktet Ameiva och familjen tejuödlor.

## Underarter
Arten delas in i följande underarter:
- A. p. atrata
- A. p. pluvianotata